# الکساندروفسکی (باشقیرستان)
الکساندروفسکی (انگلیسی: Alexandrovsky, Republic of Bashkortostan) یک شهرک در شهرستان کویورگازینسکی جمهوری باشقیرستان در کشور روسیه است.